# Виктор Бут
Виктор Анатољевич Бут (рус. Виктор Анатольевич Бут; Душанбе, 13. јануар 1967) је руски бизнисмен и трговац оружјем. Познат је под надимком „трговац смрћу”.

## Младост и војна каријера
Рођен је 13. јануара 1967. године у Душанбеу, Таџичка ССР, СССР. Има старијег брата Сергеја.
Служио је у Оружаним снагама СССР. Дипломирао на Совјетском војном институту за стране језике и научио португалски, енглески, француски, арапски и фарси. Наводи се да течно говори есперанто, који је научио са 12 година почетком 1980-их као члан есперанто клуба у Душанбеу. На Бутовом личном сајту је наведено да је служио у Совјетској армији као преводилац, са чином поручника.
Сматра се да је Бут завршио службу у Совјетској армији након њеног распуштања 1991. године у чину потпуковника, након чега је почео да се бави авио-превозом терета. Други извори наводе да је био мајор у ГРУ, официр у совјетским ваздухопловним снагама, да је завршио програм обуке совјетске војне обавештајне службе или оперативац КГБ-а.
Бут је био укључен у совјетску војну операцију у Анголи касних 1980-их помажући Народном покрету за ослобођење Анголе (MPLA) у грађанском рату у Анголи. Он је изјавио да је у Анголи био само неколико недеља. Током тог времена у Африци, научио је језике коса и зулу.

## Трговина оружјем и хапшење
Након распада Совјетског Савеза, кренуо је да се бави трговином оружјем. Бут је стекао надимке „Трговац смрћу“ и „Разбијач санкција“ након што је британски министар Питер Хејн прочитао извештај Уједињеним нацијама 2003. године о Бутовим опсежним операцијама, широкој клијентели и спремности да заобиђу ембарго.
Ухапшен је 8. марта 2008. године на Тајланду у заједничкој операцији неколико земаља уз помоћ Интерпола. Изручен је САД и 5. априла 2012. године осуђен на 25 година затвора због продаје оружја Револуционарним оружаним снагама Колумбије (FARC).

## Повратак у Русију
Ослобођен је у размени затвореника са америчком кошаркашицом Бритни Грајнер на Међународном аеродрому у Абу Дабију у децембру 2022. године.
Након повратка у Русију прикључио се Либерално-демократској партији Русије (ЛДПР) и отпутовао у Луганск током инвазије Русије на Украјину где је присуствовао отварању огранка партије у овом граду.